# Il re dei Murgos
Il re dei Murgos (King of the Murgos) è un romanzo fantasy scritto da David Eddings nel 1988 e pubblicato in Italia nel 1993. È il secondo romanzo del I Mallorean.

## Trama
Il figlio di Garion, re di Riva è stato rapito. Comincia la ricerca del piccolo Geran.

## Edizioni italiane
- David Eddings, I Mallorean - Secondo volume, Roma, Sperling & Kupfer, 1993, ISBN 9788878243620.